# Ricardo Sousa
Ricardo André do Pinho Sousa (* 11. Januar 1979 in São João da Madeira) ist ein ehemaliger portugiesischer Fußballspieler und heutiger -trainer
Ricardo Sousa wechselte zur Saison 2006/07 vom Bundesligisten Hannover 96 auf Leihbasis zu Boavista Porto. Zuvor spielte er bereits eine Saison bei Boavista Porto und erzielte fünfzehn Tore. 2007 wurde der bis 2008 laufende Vertrag bei Hannover 96 aufgelöst. Anschließend wechselte er zu Omonia Nikosia nach Zypern.
Sousa spielt im offensiven Mittelfeld, dort sollte er den lange verschwundenen Jan Šimák ersetzen. Dies gelang ihm nicht überzeugend und bald war in Hannover vom 700.000-Euro-Flop zu hören. In der Winterpause wurde er dann zu dem niederländischen Verein De Graafschap Doetinchem für ein halbes Jahr verliehen. Danach kam er wieder zu Hannover 96 zurück. Dort war er unter Trainer Ewald Lienen erneut nur Ergänzungsspieler. Erst unter Lienens Nachfolger Peter Neururer spielte Sousa häufiger und zeigte auch gute Leistungen.
Heute spielt er in der portugiesischen Liga de Horna beim Club SC Beira-Mar.
Fußballspielen hat Ricardo Sousa bei seinem Vater Antonio Sousa gelernt, der 1987 mit dem FC Porto die Champions League gewann. Ricardo Sousa durchlief zwar auch die Jugendschule des FC Porto, konnte sich dort aber nicht durchsetzen.